# Puerto Ángel
Puerto Ángel es un pueblo-puerto mexicano situada en la costa del Océano Pacífico dentro del  Estado de Oaxaca. Es un sitio turístico fundado a fines del siglo XIX y cada año recibe más de 25000 visitantes en la época de vacaciones. Se encuentra a 230 kilómetros de la ciudad de Oaxaca de Juárez, capital del estado.
Dentro de las playas cercanas a Puerto Ángel destacan en sentido de oeste a este: Ventanilla, Mermejita, Mazunte, San Agustinillo, Zipolite, bahía principal de Puerto Ángel con playa del Panteón, bahía Estacahuite, bahía de la Mina, bahía la Boquilla, playa Tijera.

## Historia
La comunidad fue fundada en 1850 cuando por medio de los esfuerzos de Benito Juárez se construyó un muelle. En aquel entonces, se trataba de una región muy aislada del país y la construcción del puerto fue para ayudar a que la zona desarrollara su industria del café y la madera, dándole así un medio para enviar estos productos a otras partes del país. El puerto alcanzó su apogeo en el año de 1870 cuando fue el puerto más concurrido del estado de Oaxaca. Sin embargo, después de este tiempo varios acontecimientos condujeron al declive de este puerto. Una conexión de ferrocarril y carretera que conectaban con Salina Cruz  a la capital y que surgió como un puerto emergente. Así mismo, el patrocinio federal de Puerto Ángel se desvaneció después de la muerte de Juárez.
En los años 1960 los turistas comenzaron a tomar interés por esta parte de la costa de Oaxaca. La carretera 175, que había sido un camino de tierra, se pavimentó. La carretera 200, la cual une a la mayoría de las ciudades de la costa del Pacífico de México, fue construida en los años 1970 y 1980, conectando Puerto Ángel con los destinos de playa más populares del norte. Poco a poco pequeños hoteles fueron construidos para dar alojamiento a los turistas.
El huracán Paulina tocó tierra en Puerto Ángel el 8 de octubre de 1997. Los daños en esta ciudad y muchas otras zonas costeras fueron muy grandes.
El 30 de septiembre de 1999, un terremoto de 7.4° sacudió a México.
El muelle construido en el siglo XIX fue rehabilitado en el año de 1999; sin embargo, aún es demasiado alto para el acomodo de los barcos pesqueros.
En el 2009, un número inusual de pelícanos emigraron a la zona debido a que el clima es más frío que otras regiones del norte. Sin embargo, muchos de estos pelícanos murieron ahogados debido a que accidentalmente se quedaban atrapados en las redes de pesca o eran atropellados por los barcos cuando trataban de llegar a los peces en las redes. Los pescadores de la región pidieron apoyo del gobierno para evitar la muerte de los pelícanos, ya que decían tener afinidad a estos animales e incluso algunos tenían uno como mascota  de la familia.

## La ciudad

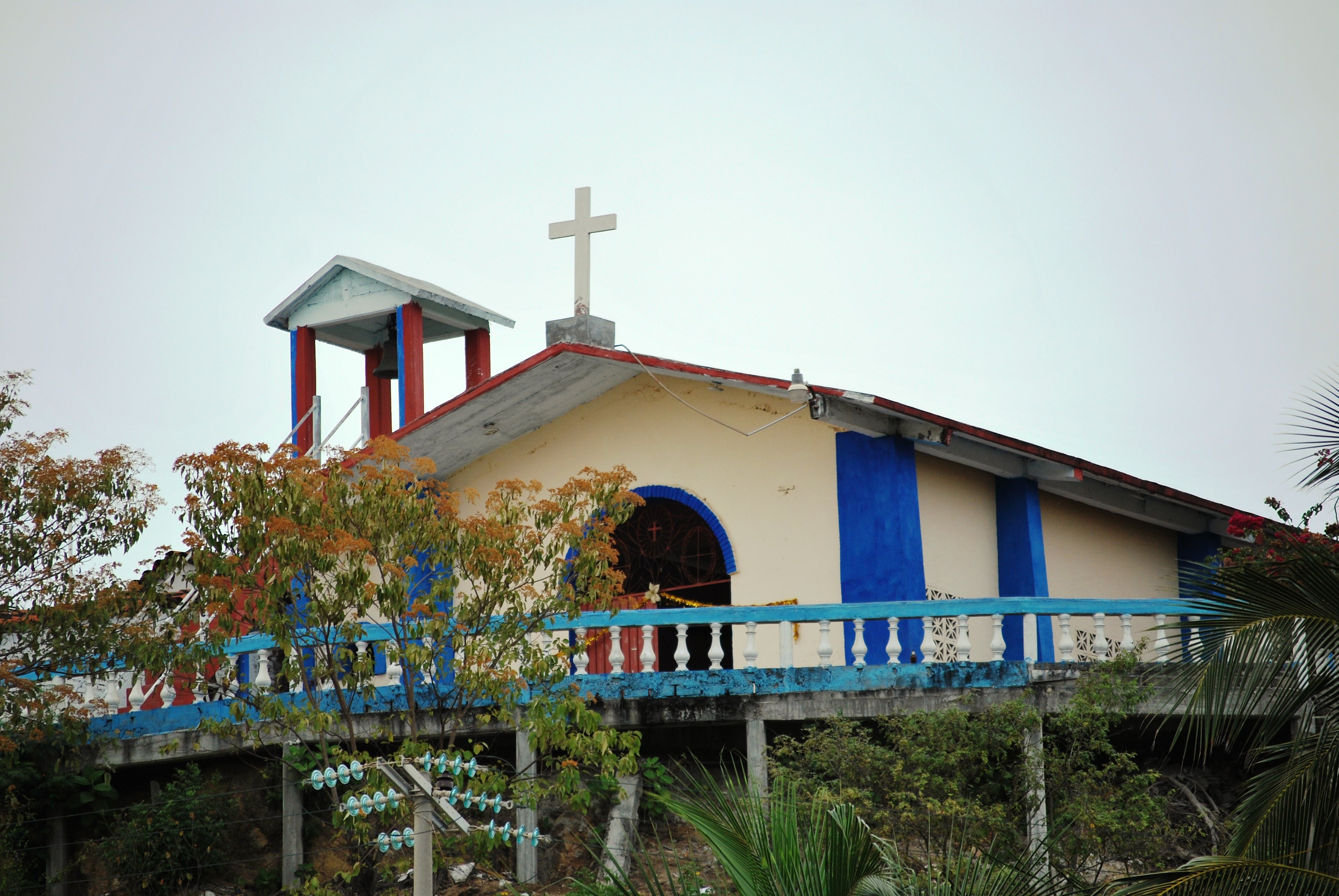
Iglesia de Puerto Ángel

La comunidad de Puerto Ángel se localiza en una pequeña bahía en forma de herradura. En donde el océano se encuentra con la tierra, sólo hay un par de cientos de metros de terreno llano antes de que éste se eleve abruptamente en las colinas rocosas de la Sierra Madre del Sur. La mayor parte de esta tierra es dedicada a la carretera principal, la cual transita de forma paralela a la Playa Principal. Por el lado este de la bahía se encuentra el muelle de la ciudad, en el cual, una gran parte de los barcos pesqueros llevan a cabo sus actividades directamente en la playa.
En cuanto a los árboles frutales, se puede encontrar la papaya y frondosas buganvilias que son los más abundantes en las laderas, mientras que las palmeras son las encargadas de habitar la playa. Su clima es cálido subhúmedo. Durante el invierno se presentan temperaturas más bajas, pero su vegetación mantiene un color marrón como consecuencia de la temporada seca, mientras que los veranos son calurosos con lluvias por las tardes o noches y la vegetación mantiene un frondoso follaje en color verde.
La base económica de esta comunidad es principalmente la pesca y el turismo. Mientras que la carretera más importante, que lleva el nombre de Boulevard Vigilio Uribe, se encuentra totalmente pavimentada, muchas otras no lo están, por lo que es muy común encontrar animales merodeando. El centro de la ciudad, está caracterizado por una pequeña plaza contigua al muelle en la intersección de Virgilio Uribe y Vasconcelos. Así mismo, hay una pequeña instalación naval en la parte oeste de la bahía. Puerto Ángel tiene un tamaño mayor que las comunidades oceánicas cercanas de Mazunte o Zipolite, además de que cuenta con un constante flujo del tráfico en sus calles. La ciudad cuenta con los servicios básicos tales como médico, policía, farmacias, internet y mercados. Existen algunos cajeros automáticos pero para realizar otro tour de transacciones bancarias es mejor acudir a la ciudad de San Pedro Pochutla cercana a Puerto Ángel.

Al igual que otras partes de la “Riviera Oaxaqueña”, Puerto Ángel es un lugar de gran popularidad entre las familias mexicanas y turistas que buscan un ambiente relajante La ciudad se satura durante el periodo vacacional y es muy popular en México, especialmente durante la Semana Santa. La vida nocturna está limitada. En cuanto a los lugares de hospedaje, son básicos. Los hoteles de la parte principal de la ciudad no se encuentran en la misma playa, debido a su carácter comercial, sino que más bien, estos se ubican en las laderas. Existe un número de hoteles junto a la playa en la llamada Playa Panteón. 

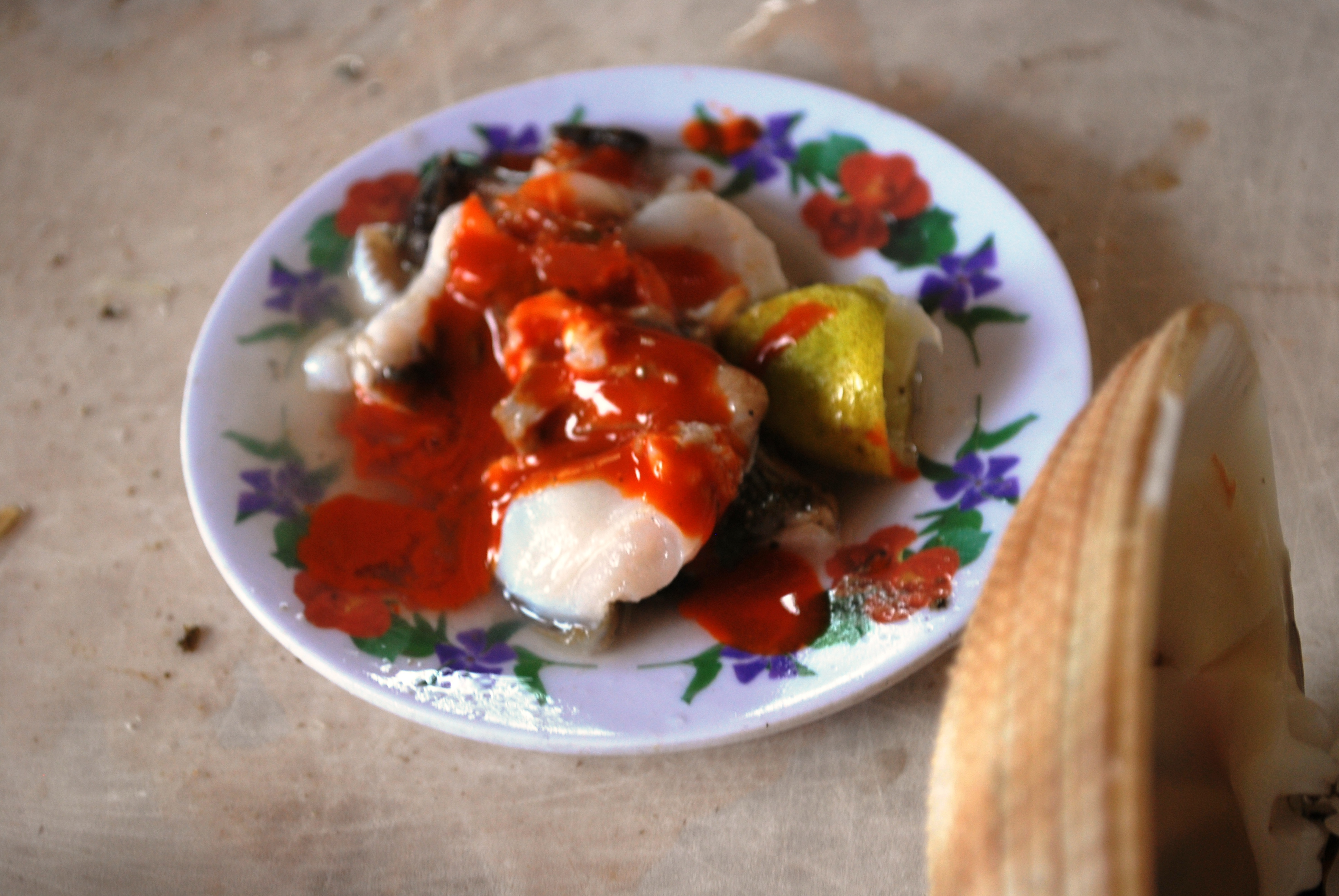
Almeja cruda preparada con jugo de lima,sal y salsa picante

La mayoría de los lugares para comer en esta ciudad se encuentran en la playa dónde existen puestos y restaurantes improvisados en los cuales se ofrecen mariscos y pastas. El pollo y la carne también se encuentran disponibles, sin embargo las especialidades se centran en los mariscos. El pescado fresco, en especial el atún, es servido aquí, éste se sirve como un embutido dentro de un aguacate  o también el atún frito y el pescado preparado al estilo Veracruz  acompañado de una salsa de tomate, aceitunas y cebollas. Otros platillos marinos disponibles incluyen el pez espada, tiburón, langosta de mar, pulpo y ostras, los cuales es común que se sirvan fritos.
Hay barcos disponibles para ser rentados (alquilados) y practicar la pesca en alta mar o visitar algunas playas recluidas. La mayoría de los equipos que se rentan se utilizan para la pesca y el buceo.
Anualmente, en el mes de octubre, se lleva a cabo en el puerto un festival que es llamado “Santos Ángeles Custodios”. Dicho evento comienza con la celebración de una misa festiva y eventos culturales. Los acontecimientos más sobresalientes son la coronación de la reina y la princesa del festival, así como el desfile de los barcos que son decorados de acuerdo a la festividad. Cada uno de los barcos adornados parte del muelle con pasajeros que viajan de manera gratuita haciendo un círculo alrededor de la bahía. Dichos barcos son evaluados por su creatividad y originalidad de su decoración. [14] Otros de los festivales que se llevan a cabo aquí son el 1 de junio por el Día de la Marina, el día de los pescadores el 5 de agosto y la Semana de la Cultura durante la segunda semana de diciembre.
La región de Puerto Ángel se encuentra separada del resto de Oaxaca y México por la Sierra Madre del Sur.

## Transporte
La única carretera de la Ciudad de Oaxaca, la autopista 175 está extremadamente quebrada. La distancia es sólo de 240km, sin embargo la duración del viaje es de seis a siete horas aproximadamente. Casi todos los camiones de transporte provenientes de otras partes México realizan una parada en San Pedro Pochutla, en donde es necesario tomar otros medios para poder llegar a Puerto Ángel. Esto puede ser posible volando a Puerto Escondido o Huatulco desde la Ciudad de México o Oaxaca y después viajar por carretera hasta Puerto Ángel.

## Las playas y aguas

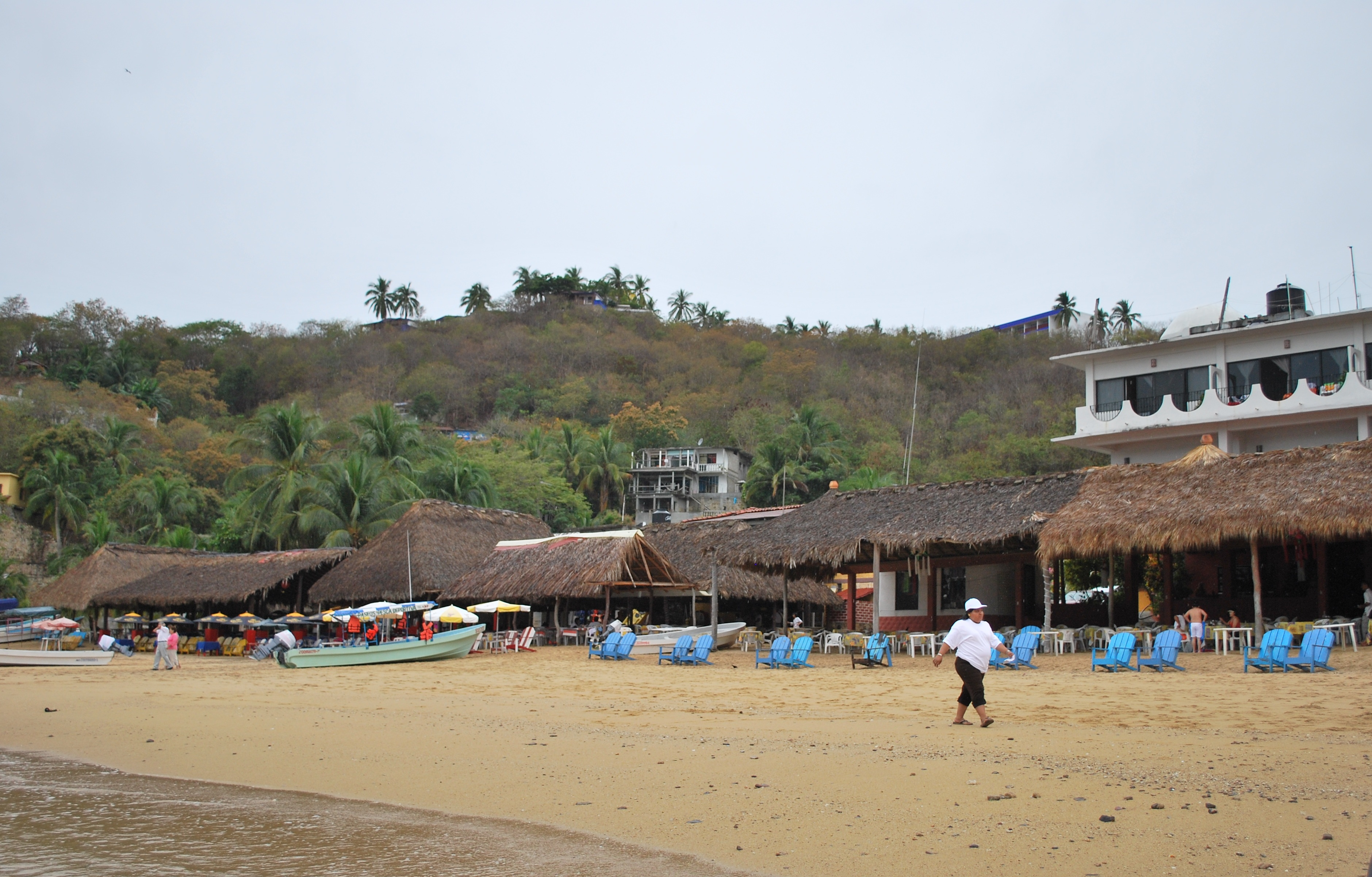
Playa Panteón

La ciudad de Puerto Ángel se ubica dentro de una pequeña bahía  en forma de herradura en la cual su entrada está protegida por rocas peñascosas. Esto protege a las dos playas de la bahía de aquellas fuertes corrientes marinas, que son bastante comunes de encontrar en otras playas ubicadas a lo largo de la costa y hacen de este lugar una zona segura para poder nadar. Las aguas de este lugar son claras con diversas sombras y tonalidades de verde y azul. En este lugar existe una gran variedad de flora y fauna marina incluyendo a tres de las siete especies de tortugas marinas que hay en México, estas son la tortuga carey, la tortuga prieta  y la tortuga golfina.
El puerto se encuentra repleto de barcos de pesca con pescadores que trabajan en la reparación de sus brillantes redes de pesca amarillas y rojas. Las grandes garzas se sumergen en las aguas de poca profundidad para buscar peces, mientras que las garzas blancas así como las gaviotas, permanecen en aquellas rocas que están por encima de las olas.
Las playas llamadas Playa Principal y Playa Panteón cubren la mayor parte de la orilla de Puerto Ángel. En Playa Principal, que también es conocida con el nombre de Playa del Muelle, se advierte que no es recomendable nadar cerca del muelle ya que existe un gran tráfico de barcos de pesca.
El muelle tiene mayor actividad durante las mañanas que es cuando las embarcaciones llegan con sus respectivas pescas. El atún es el pescado más común así como también lo es el tiburón, bonito, el pez vela, la langosta, el caracol, pulpo, entre otros mariscos. El atún y la langosta son más abundantes en las épocas en las que la temperatura del agua es más fría.
El muelle se encuentra construido con una alta elevación para los botes de pesca; sin embargo, en este lugar no existe una buena pesca. También es un sitio popular de encuentro al atardecer y amanecer.

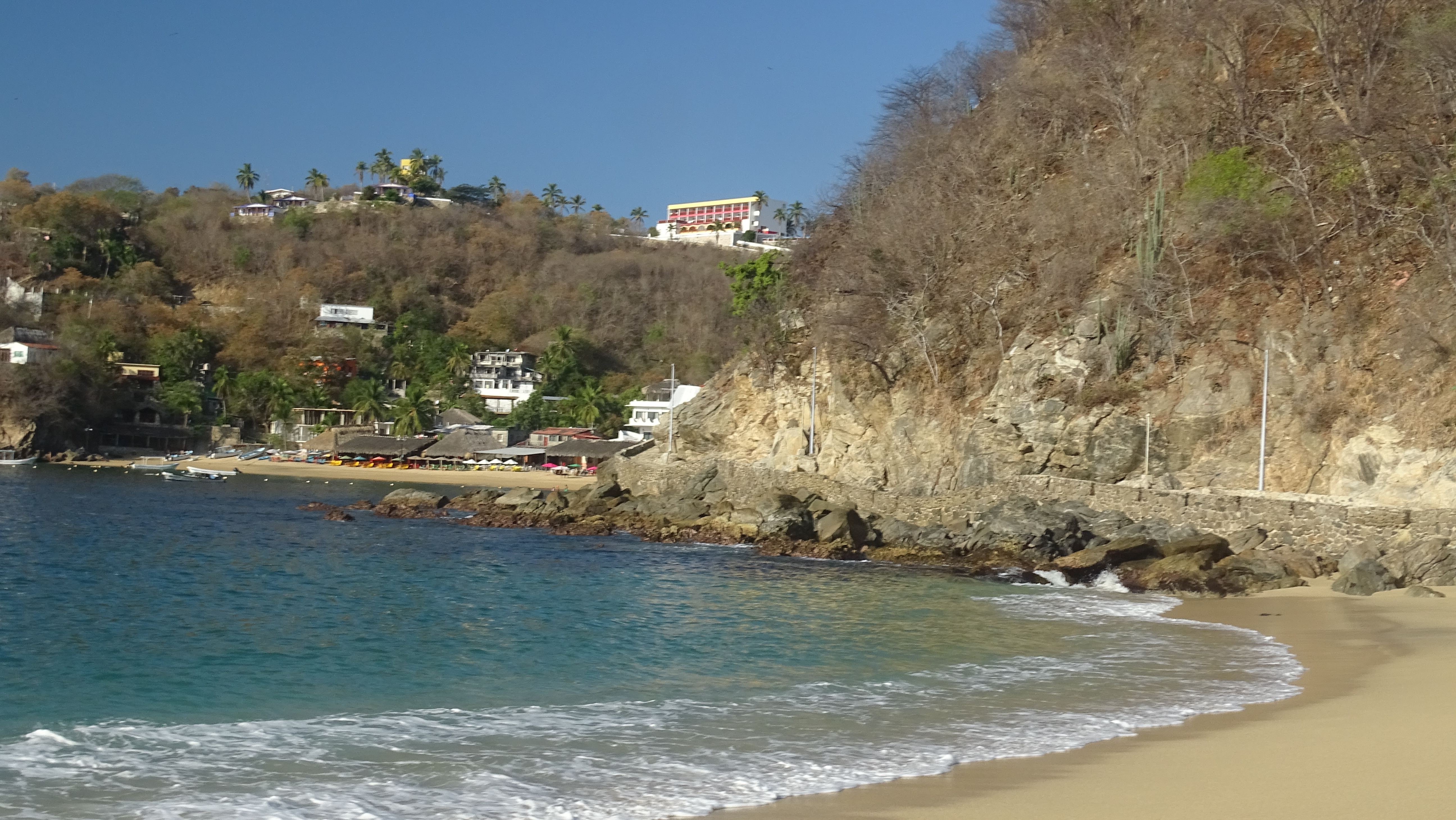
Playa Panteón, Puerto Ángel, Oaxaca, México

Playa Principal se encuentra enlazada con la bahía de otra playa a través de un camino de piedra el cual divide a las dos. Este camino es llamado el “andador”. El encuentro de las olas sobre las rocas que están por debajo del andador puede llegar a salpicarlo de agua de mar. Después de cruzar el andador, se puede llegar a Playa Panteón, la cual se convierte en “el cementerio de la playa”. El nombre de esta playa se debe a que justo detrás de ella se localiza el cementerio de la comunidad. La arena de este lugar es menos fina, pero se encuentra más protegida que la Playa Principal y es un lugar muy popular para realizar el buceo en los alrededores de las rocas. Así mismo, esta playa se encuentra llena de restaurantes y cuentan con el apoyo de salvavidas, lo cual no es algo común que exista en México.

Aparte de las dos playas ubicadas en la bahía, también existe una serie de pequeñas cuevas aisladas las cuales tienen sus playas ubicadas al este de Puerto Ángel. Dentro de estas playas, se abarca a Playa Estacahuite, Playa la Mina, Playa la Boquilla y Playa la Tijera. Debido a su ubicación al lado de un arrecife de coral, Playa Estacahuite  es la mejor opción para realizar actividades acuáticas como el buceo y la pesca deportiva. Mientras que en Playa de la Boquilla debido a su poca profundidad es mejor para poder llevar a cabo el buceo para llegar a esta playa es posible hacerlo por carretera, sin embargo es más factible llegar en barco desde Puerto Ángel. Existe un restaurante que abre durante la temporada alta.

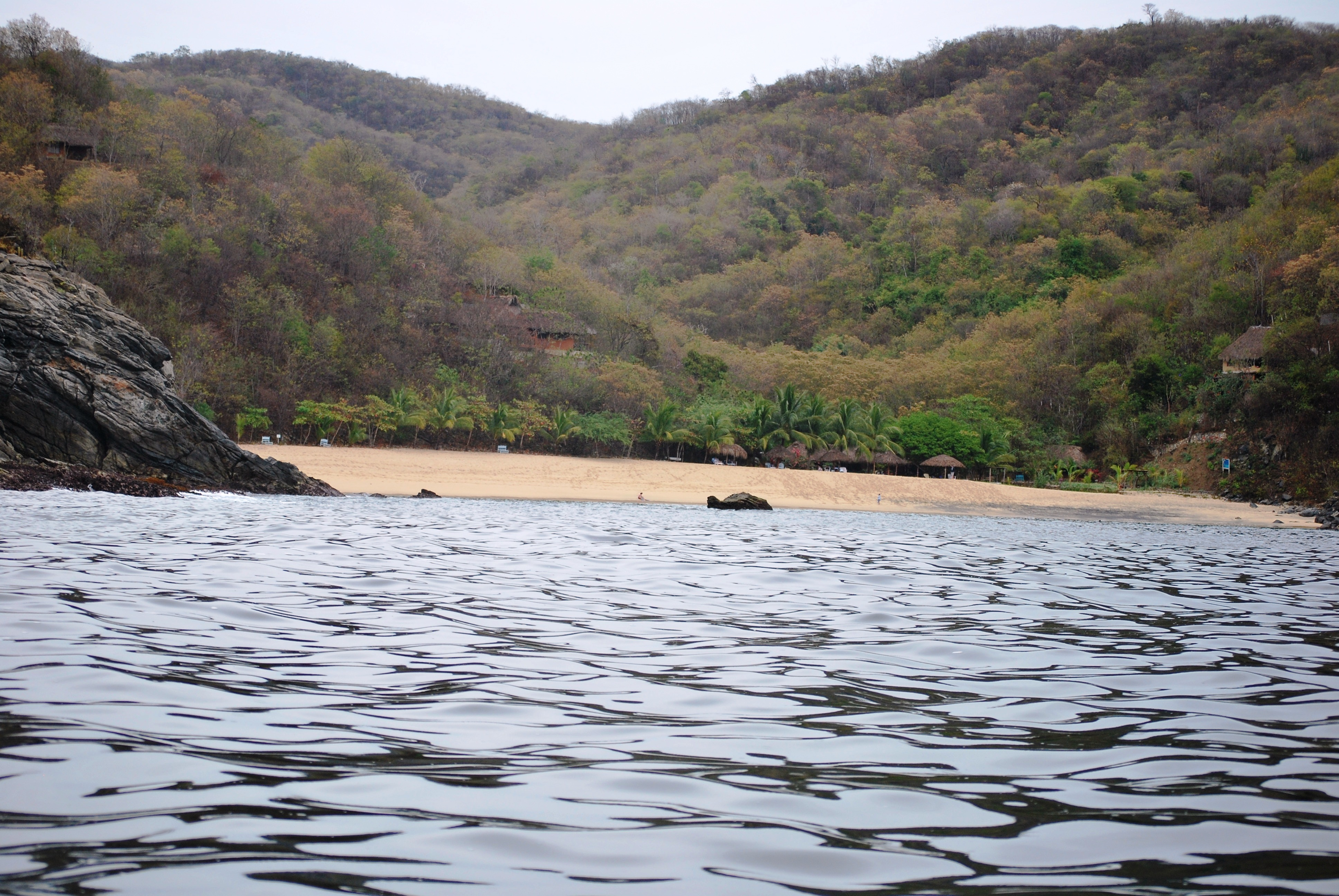
Playa Boquilla

Enfrente de las costas de Puerto Ángel el mar abierto abarca una superficie grande que posee desarrollados arrecifes de coral. Uno de estos arrecifes de coral comprende una pequeña meseta localizada a una profundidad de 15 a 20 metros y aproximadamente tiene de cincuenta a cien metros de distancia de la tierra más cercana. De las especies que se encuentran más constantemente en este lugar es el coral negro (damicornis Pocillopora). En cuanto a los grandes corales son poco frecuentes de encontrar y la mayor parte de ellos se localizan por debajo de los arrecifes.
Las otras seis especies de coral que fueron encontradas son Pocillopora capilata, Pocillopora meandrina, Pocillopora verrucosa, Pavona gigantea, Porites panamensis y una indescriptible especie conocida con el nombre de Pocillopora sp. Las colonias de Porietes panamensis son muy escasas, incrustadas y solamente aparecen en profundidades menores a tres metros. La Pavona gigantea agaricus era rara, pero se desarrollaron algunas en colonias grandes con más de un metro de altura, principalmente en zonas rocosas y profundidades que iban desde los tres hasta los cinco metros. Esta especie no descrita, no posee ramas pero se desenvuelve en colonias con superficies superiores completamente planas. Las colonias se desarrollaron en capas totalmente separadas físicamente del resto. Lo cual es una clara evidencia de una muerte masiva del coral y su recolonización, sin embargo no se conocen las causas que provocaron la muerte del coral.

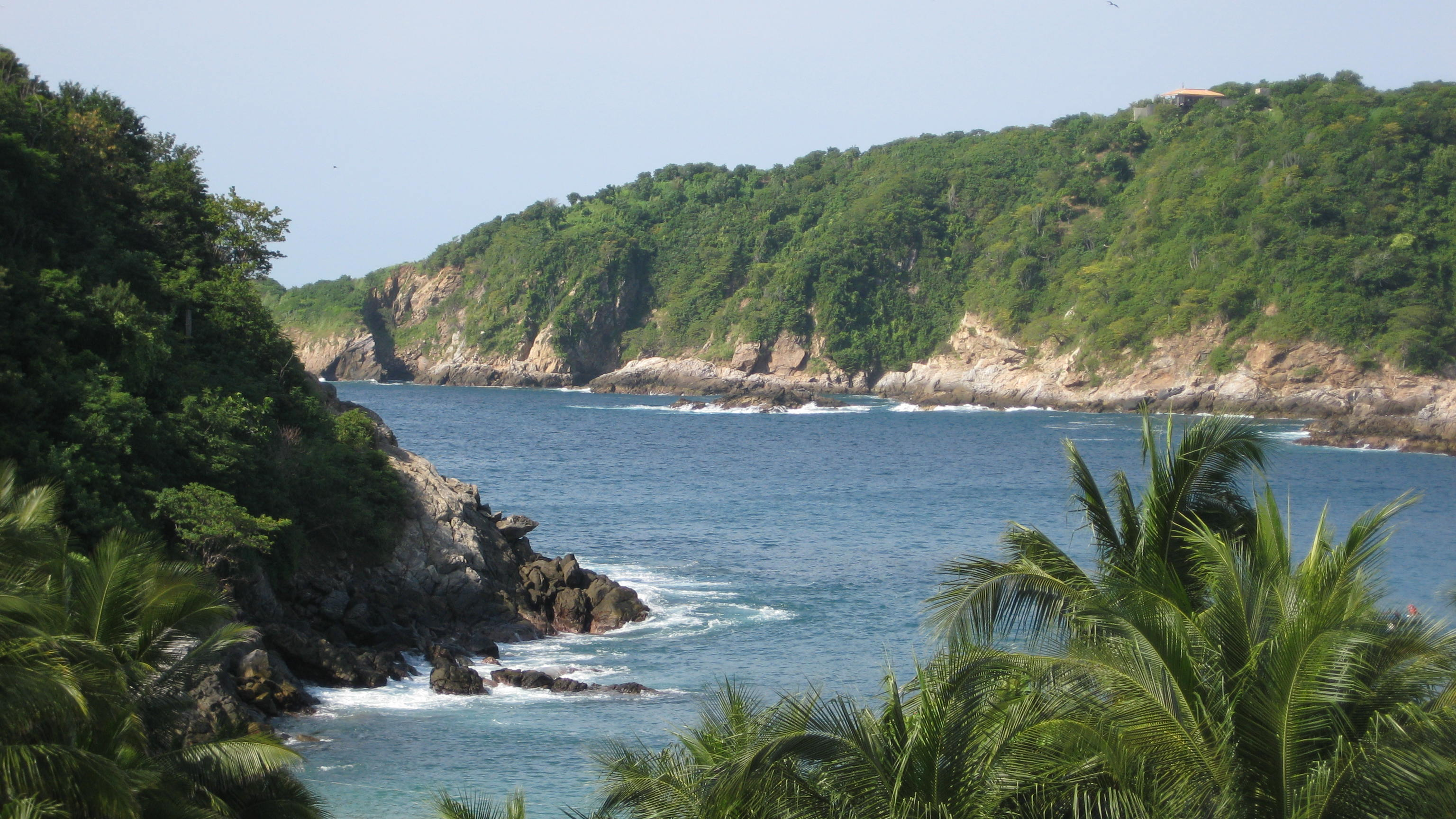
Puerto Ángel

## Atracciones cercanas
Cerca de Puerto Ángel, existen algunas comunidades. En la parte oeste se encuentran Zipolite, San Agustinillo, Mazunte y La ventanilla. Zipolite es una  playa nudista muy popular entre los turistas. San Agustinillo se divide en tres secciones y en Mazunte se encuentra el Centro Mexicano de la Tortuga. En el caso de La Ventanilla, cuenta con playas semi vírgenes frente al mar abierto, sin embargo esa playa es conocida por su laguna en la cual los turistas visitantes pueden observar caimanes, tortugas y numerosas aves en sus manglares.

## Servicios
En Puerto Ángel existe una agencia del municipio, sin embargo la oficina de Bienes Comunales con sede en San Pedro Pochutla es el órgano más recurrido a la hora de adquirir derechos sobre un terreno.
El agua dulce llega a Puerto Ángel mediante una red de tuberías de 8 pulgadas (20. 32 cm) que se alimenta del río ubicado en Tonameca  y que dista 10 km del tanque de almacenamiento, insuficiente para la demanda del pequeño poblado porque en muchas ocasiones es necesario adquirir agua en pipa.